# Vi Văn Long
Vi Văn Long (sinh năm 1958), người Thái đen, là Trung tướng Công an nhân dân Việt Nam. Ông nguyên là Phó Tổng cục trưởng Tổng cục An ninh, Bộ Công an (Việt Nam).

## Tiểu sử
Vi Văn Long sinh năm 1958, là người dân tộc Thái đen.
Cha ông vốn là du kích quân. Sau chiến dịch Điện Biên Phủ, cha ông làm công an xã, rồi sau đó chuyển công tác về làm ở phòng Nông lâm huyện cho tới khi nghỉ hưu.
Từ nhỏ Vi Văn Long ham học và học khá. Năm 1977, ông tham dự thi đại học và đỗ cùng lúc hai trường là Trường Đại học Kinh tế Quốc dân và trường Học viện An ninh nhân dân. Ông đã chọn Học viện An ninh nhân dân để theo học. Sau khi ra trường, ông nhận nhiệm vụ công tác an ninh ở một huyện biên giới thuộc tỉnh Lai Châu (cũ).
Năm 35 tuổi (1993), ông được đề bạt làm Trưởng công an huyện Điện Biên Đông, tỉnh Điện Biên.
Năm 38 tuổi (1996), ông được bổ nhiệm làm Phó Giám đốc Công an tỉnh Lai Châu. Lúc này ông là Phó Công an tỉnh trẻ nhất nước.
Năm 44 tuổi (2002), ông được bổ nhiệm làm Giám đốc Công an tỉnh Lai Châu.
Sau khi tỉnh Lai Châu chia tách một phần thành tỉnh Điện Biên, từ năm 2008 đến 2012, ông là Giám đốc Công an tỉnh Điện Biên.
Ngày 10 tháng 8 năm 2012, Thủ tướng Chính phủ Việt Nam Nguyễn Tấn Dũng đã phê chuẩn miễn nhiệm chức danh ủy viên Ủy ban nhân dân tỉnh Điện Biên nhiệm kì 2011-2016 đối với Thiếu tướng Vi Văn Long, nguyên Giám đốc Công an tỉnh Điện Biên để ông nhận nhiệm vụ mới theo sự điều động của Bộ Công an Việt Nam.
Ông từng giữ chức vụ Cục trưởng Cục an ninh Tây Bắc.
Tháng 5 năm 2015 đến tháng 8 năm 2018, ông mang quân hàm Trung tướng Công an nhân dân Việt Nam, giữ chức vụ Phó Tổng cục trưởng Tổng cục An ninh, Bộ Công an (Việt Nam).